# رودریگو بادیلا
رودریگو بادیلا (انگلیسی: Rodrigo Badilla)(متولد ۲۲ ژوئن ۱۹۵۷) یک داور فوتبال بازنشسته اهل اروگوئه است. وی سابقه قضاوت در جام جهانی فوتبال ۱۹۹۴ را دارد.
در این دوره جام جهانی، وی بازی نیجریه-بلغارستان و اسپانیا-بولیوی را سوت زده است.